# Kim Jae-ryong
Kim Jae-ryong (* 25. April 1966) ist ein ehemaliger südkoreanischer Marathonläufer.
1987 wurde er Vierter beim Dong-A-Marathon. Bei den Asienspielen 1990 wurde er Zweiter im 10.000-Meter-Lauf.
1991 gewann er dieses Rennen und wurde Sechster beim Fukuoka-Marathon. 1992 siegte er beim Dong-A-Marathon mit seiner persönlichen Bestzeit von 2:09:30 h und qualifizierte sich für die Olympischen Spiele in Barcelona, bei denen er den zehnten Platz belegte.
1993 wurde er Zweiter beim Boston-Marathon und Vierter bei den Leichtathletik-Weltmeisterschaften in Stuttgart. Im Jahr darauf wurde er Vierter beim Dong-A-Marathon und gewann Bronze bei den Asienspielen. 1995 wurde er Siebter in Boston. 1996 verpasste er als Sechster beim Dong-A-Marathon knapp die Qualifikation für die Olympischen Spiele in Atlanta.